# مالی باشچلاک
مالی باشچلاک (به لاتین: Maly Bashchelak) یک منطقهٔ مسکونی در روسیه است که در سرزمین آلتای واقع شده‌است.